# 밀레니엄 타워 (도쿄)
밀레니엄 타워(일본어: ミレニアムタワー)는 건축가 노먼 포스터가 1989년에 구상한 마천루이다. 일본 도쿄도 해안에서 2 km 떨어진 도쿄만 해상에 건설이 구상되었다.

## 디자인
밀레니엄 타워는 840m 높이의 원추형 건물으로, 도쿄 국립 경기장 넓이의 부지 위에 채광을 위한 유리 건물으로 구상되었다. 해상에 건설되어, 배와 다리를 통해 육지와 연결된다. 입지 장소가 지진과 태풍이 자주 발생하는 지역에 있기 때문에, 밀레니엄 타워의 형태는 공기저항을 줄이기 위한 공기역학적 설계와 구조적 보강을 위한 나선형 외부 버팀목을 채택했다. 밀레니엄 타워 최고층의 강철 물탱크는 바람이 불어오는 방향으로 이동하여 무게중심을 조정할 수 있다.

## 내부 시설
밀레니엄 타워는 연면적 100만m²의 상업시설과 60,000명의 입주자를 내부 구역별로 나누어 수용하게 된다. 사무실과 오염이 적은 공장이 저층에, 아파트가 중층에, 통신시설과 풍력 및 태양광 발전기가 고층에 들어선다. 식당가와 전망대는 각 구역들에 모두 설치된다.
건물 내부의 장거리 이동은 가로세로로 설치되는 지하철을 통해 이루어지며, 각각 160명이 탑승할 수 있는 객차는 30층마다 하나씩 있는 5층 높이의 '스카이 센터(일본어: スカイセンター)'마다 멈추게 된다. 각 스카이 센터에는 정원과 메자닌, 호텔과 식당가가 들어선다.

## 역사
밀레니엄 타워는 오바야시구미가 도쿄도의 인구 과밀과 토지 부족에 대응하기 위한 생태건축학적 건물으로 제안한 구상이다.

## 같이 보기
- 에어로폴리스 2001